# Oliver Maclean
Oliver „Ollie“ Fitzroy Maclean (* 19. Mai 1998) ist ein neuseeländischer Ruderer, der 2024 Olympiazweiter im Vierer ohne Steuermann wurde.

## Sportliche Karriere
Der 1,91 Meter große Oliver Maclean ruderte zunächst am King’s College in Auckland, dann an der Northeastern University in Boston und schließlich an der University of California, Berkeley, an der er auch sein Postgraduiertenstudium erfolgreich abschloss. Seit seinem Studienabschluss rudert er für den North Shore Rowing Club in Auckland.
Bei den Junioren-Weltmeisterschaften 2016 wurde Maclean Fünfter im Doppelvierer. Bei den U23-Weltmeisterschaften 2017 gewann er Gold im Doppelvierer. Zwei Jahre später folgte Silber im Doppelzweier mit Jack Lopas.
2023 erkämpfte der neuseeländische Vierer ohne Steuermann mit Oliver Maclean, Logan Ullrich, Thomas Murray und Matt Macdonald die Bronzemedaille bei den Weltmeisterschaften in Belgrad hinter den Briten und dem Vierer aus den Vereinigten Staaten. Bei den Olympischen Spielen 2024 in Paris trat der Vierer in der gleichen Besetzung wie 2023 an. Der US-Vierer siegte mit 0,85 Sekunden Vorsprung vor den Neuseeländern, die Briten überquerten zweieinhalb Sekunden später als Dritte die Ziellinie.